# Хюттер, Ральф
Ральф Хюттер (нем. Ralf Hütter; род. 20 августа 1946, Крефельд) — немецкий музыкант. Основатель и единственный бессменный участник влиятельной немецкой группы Kraftwerk, главным вокалистом и клавишником которой он является.

## Биография
Хюттер вместе с Флорианом Шнайдером основал в 1968 году группу Organisation, которая в 1970 году была переформирована в Kraftwerk. Хюттер и Шнайдер вместе учились в Академии Искусств Ремшайда.
В Kraftwerk Хюттер играет на электронных клавишных инструментах.
Хюттер также заядлый велосипедист, что нашло отражение на сингле Kraftwerk «Tour de France» и альбоме «Tour de France Soundtracks».